# لوسیانو د برونو
لوسیانو د برونو (انگلیسی: Luciano De Bruno؛ زادهٔ ۶ اوت ۱۹۷۸) بازیکن فوتبال اهل آرژانتین است.
از باشگاه‌هایی که در آن بازی کرده‌است می‌توان به باشگاه فوتبال هاپوئل تل آویو، باشگاه فوتبال روساریو سنترال، باشگاه ورزشی لیماسول، و باشگاه فوتبال لانوس اشاره کرد.